# България (булевард в Русе)
Вижте пояснителната страница за други значения на България.
Булевард „България“ (наричан още Международното шосе) е важна пътна артерия в Русе. Започва на входа на града от София и завършва при кръговото движение на ГКПП Дунав мост.
Изграден е през 50-те години, а през 70-те е разширен с второ платно и е осигурено безконфликтно преминаване през всички пресичащи го улици. Булевардът e част от републиканските пътища I-2 и I-5 и поема преобладаващата част от тразитния трафик през Дунав мост.